# Màquina polvoritzadora
La polvoritzadora agrícola és una máquina emprada per a fumigar plantacions o camps, principalment quan s'ha de treballar en grans extensions.

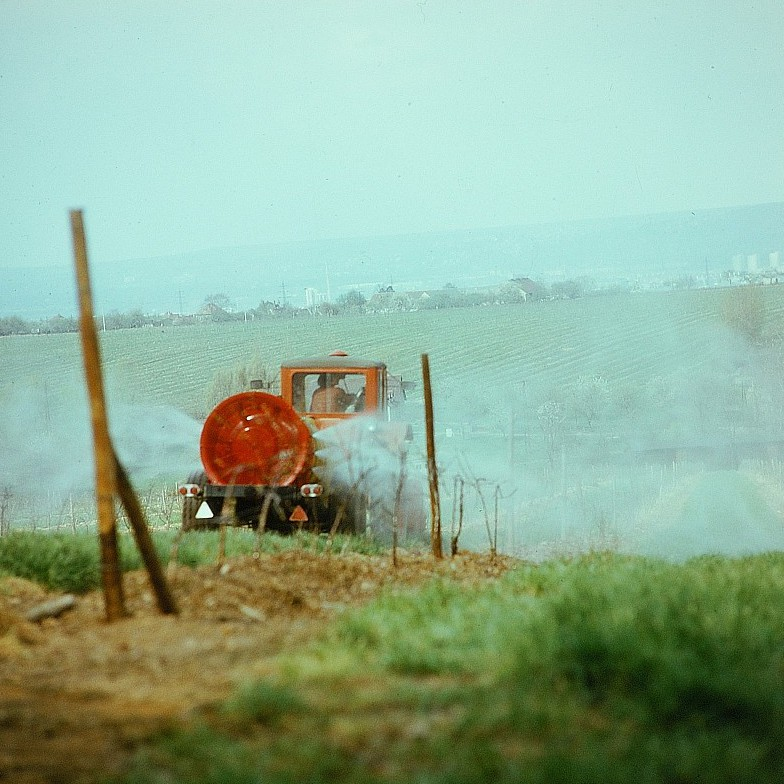
Polvoritzador agrícola

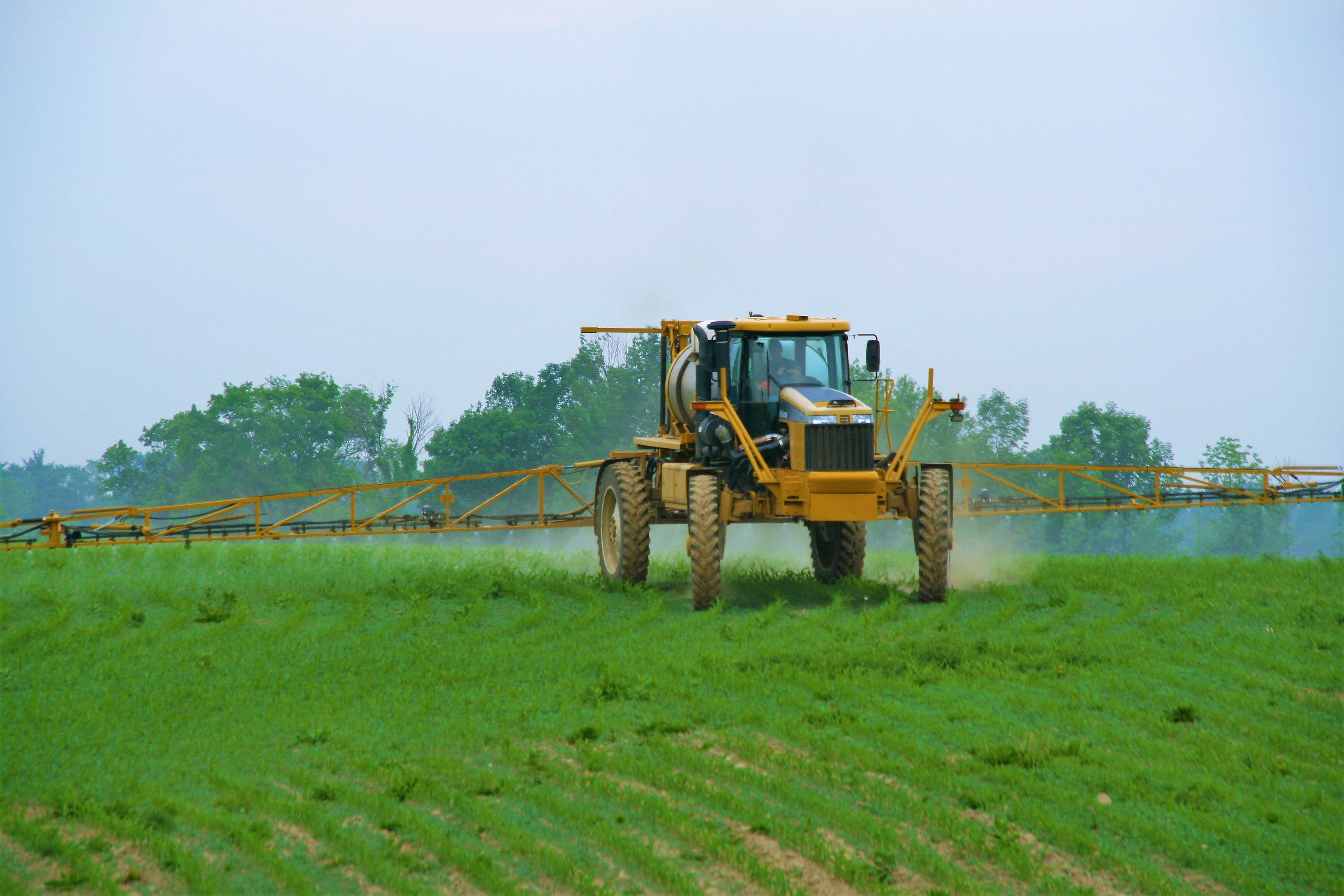
Polvoritzadora autopropulsada

La polvorització agrícola o atomització es fa amb maquinària que distribueix uns líquids que van a parar a les plantes o al sòl. Per assegurar la correcta distribució del producte que s'aplica es disposa de diferents tipus de broquets, diferents pressions de treball i una taxa d'aplicació variable.
Mentre que en la polvorització manual el líquid és impulsat per la pressió generada en el dipòsit i surt a través d'una mànega connectada al broquet; en la polvorització mecanitzada en grans extensions, la pressió del dipòsit es distribueix per un conjunt de broquets. La polvorització de productes es fa servir en agricultura, horticultura, vergers, vinyets i forestals i tant es fa per plaguicides com per fertilitzants.
Els aparells utilitzats per a petites extensions són anomenats polvoritzadors (en masculí) i normalment van fixats a l'esquena de l'operari qui els empra (polvoritzadors de motxilla).

## Descripció de la polvorització
L'atomitzadora nebulitza la mescla fitosanitària en l'aigua i la dirigeix sobre el ciltiu a tractar.
En els atomitzadors per aeroconvecció les gotes del compost, polvoritzades en els broquets, es dirigeixen al cultiu a través d'un flux d'aire generat pel grup d'aspiració d'aire/ventilador.

## Tipus
Els aplicadors de jardineria i petits horts normalment tenen pocs litres de capacitat i, per tant, poden ser portats a mà o a l'esquena (en aquest cas fins a uns 15 litres). Per generar la pressió necessària incorporen una bomba manual.
Com a contrast l'amplada màxima de les barres aplicadores en agricultura extensiva (any 2010) era de 54 metres, però les amplades de tractaments més habituals estan entre 10 i 52 metres. La polvorització actualment es fa a una velocitat de 15 km/hora.
Les màquines polvoritzadores poden ser:
- Portats pel tractor i accionats per la seva presa de força. Porten un dipòsit de només 200 a 800 litres de capacitat
- Remolcats pel tractor amb un dipòsit de 800 a 2000 litres de capacitat i una bomba que garanteix de 70 a 160 litres/minut.
- Els autropopulsats tenen l'estructura muntada sobre una màquina amb motor que fa moure tot el conjunt.

## Disseny tècnic

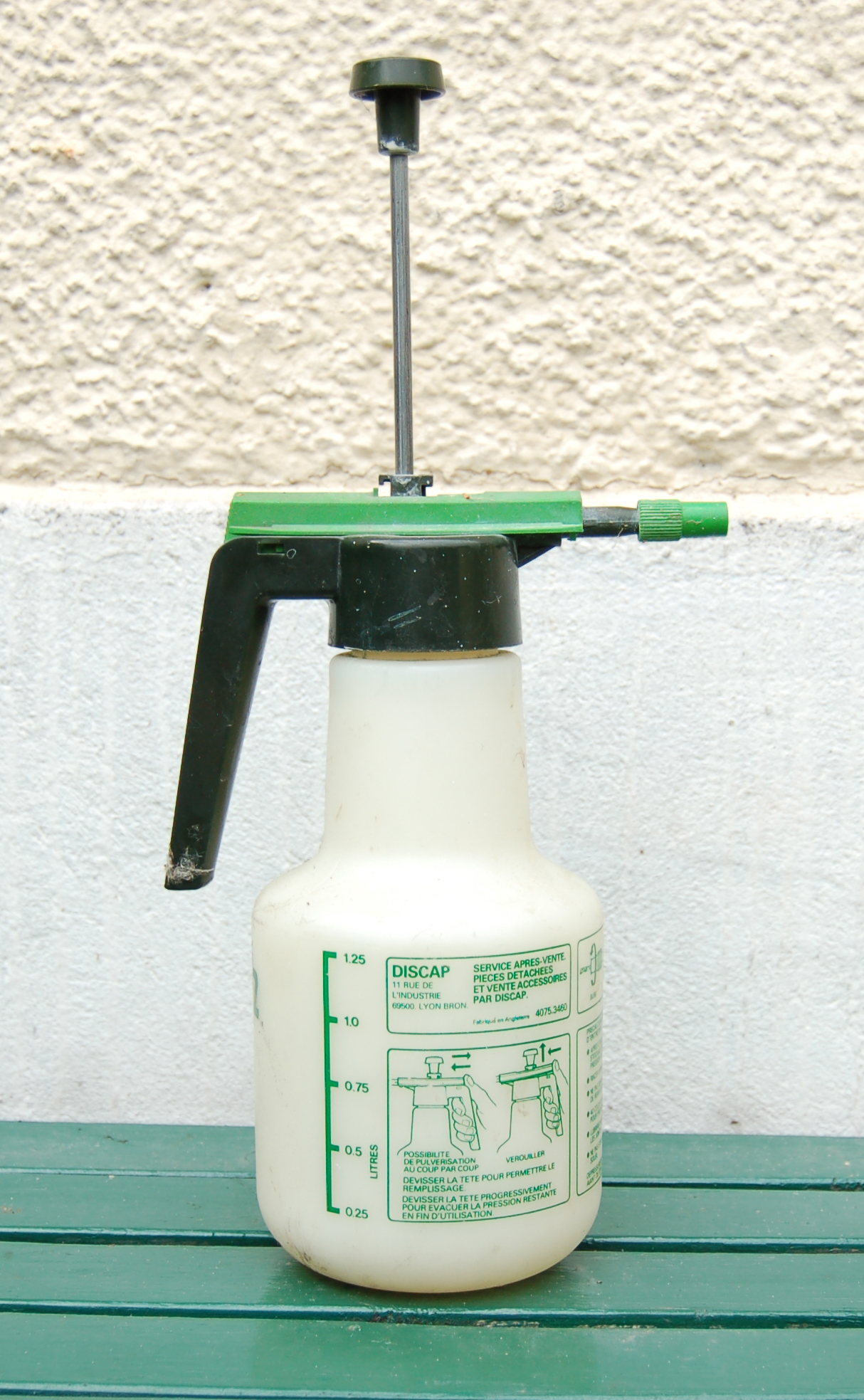
Polvoritzadora manual

- Polvoritzadora manualUn polvoritzador de grans dimensions (en anglès:sprayer) consisteix en un dipòsit (amb una capacitat habitual d'entre 1.000 i 5.000 litres), una bomba, un regulador de pressió, un manòmetre, un distribuïdor i una barra polvoritzadora feta d'acer o alumini
- Per controlar la pressió d'injecció en funció de la velocitat de conducció hi sol haver un ordinador a la maquinària.
- La barra de polvorització està dividida en amples parcials, de manera que no sempre funciona amb l'amplada de treball completa.
- Per la càrrega dels pesticides hi ha una tremuja d'inducció muntada a una alçada convenient. Es tracta d'un contenidor amb uns 40 litres, des dels quals s'absorbeixen els productes fitosanitaris Per a la neteja dels contenidors hi ha un filtre de neteja per evitar que es dipositi producte al fons, ja que en el cas d'herbicides aquests residus poden ser un problema en tractaments posteriors.
- Els broquets són de combinacions de plàstic amb ceràmica i estan disposats a la barra a uns 50 cm de distància, el raig que surt té un angle d'aspersió d'uns 120 graus.
- Un control de pendent controla els braços a través de sensors d'ultrasons, o bé per operts manualment a una distància constant de la zona tractada.
- Actualment la tecnologia GPS permet canviar de forma automàtica cada broquet individual i creació de targetes que permeten taxes d'aplicació de productes segons cada part de la superfície. L'ordinador de la maquinària agrícola rep aquesta informació a través d'USB o Bluetooth.